# RTS 2
RTS 2 srbsky РТС 2 (také Други програм РТС-а, Други канал РТС-а or Други) je srbský veřejnoprávní televizní kanál, který provozuje RTS. Zaměřuje se na kulturu, kromě toho nabízí hudební a sportovní akce. Na této stanici se také živě vysílá zasedání parlamentu.
V průměru sledovanost není tak vysoká jako na prvním kanále.
Vysílá pořady pro děti, vzdělávací programy a opakuje staré srbské dramata a komediální pořady.

## Vysílané programy

### Informační programy
- Ово је Србија – půlhodinový program zaměřený na novinky v celém Srbsku
- Дозволите... – vojenský progran
- У свету – program zaměřený na zahraniční politiku
- Профил и профит – finanční program
- Знање имање – zemědělský program
- Сат вести – denní hodinový zpravodajský program

### Zábavné a hudební programy
- У здравом телу
- Лети, лети, песмо моја мила – hudební program
- Концерт за добро јутро – ranní hudební program
- Мој мали пони: Пријатељство је магија - kreslеný film
- Продавница најмањих љубимаца - kreslený film

### Dokumentární programy a talk show
- Контекст 21 – vědecký magazín
- Трезор (Safe) – program o historii televize
- Датум (Date) – hodnocení významných historických událostí
- Верски календар
- Траг
- Књига утисака – srbský turistický magazín
- Свет здравља – program zaměžený na zdraví
- Грађанин – pořad o národnostních menšinách
- Интерфејс – program o výpočetní technice
- Хоризонт

### Kulturní a umělecké programy
- Беоклут – kulturní magazín
- Арт зона
- ТВ фељтон
- Хит либрис – knižní magazín
- Читање позоришта – divadelní magazín

### Sportovní programy
- Јелен суперлига, Суперлига Србије
- Лав куп Србије, Куп Србије
- Премијер лига
- Евролига
- Четири скакаонице
- Свет спорта – týdenní zpravodaj
- Тотал тенис – tenisový zpravodaj
- Светски куп скелетона
- Светски куп Боб
- Светско првенство за Боб и скелетон

## Rating
| Share % (4+) | Share % (4+) | Share % (4+) | Share % (4+) | Share % (4+) | Share % (4+) | Share % (4+) | Share % (4+) | Share % (4+) | Share % (4+) | Share % (4+) |
| Channel      | 2003         | 2004         | 2005         | 2006         | 2007         | 2008         | 2009         | 2010         | 2011         | 2012         |
| ------------ | ------------ | ------------ | ------------ | ------------ | ------------ | ------------ | ------------ | ------------ | ------------ | ------------ |
| RTS 1        | 19.5         | 20.1         | 22.4         | 27.4         | 26.5         | 26.2         | 26.0         | 25.1         | 23.6         | 23.6         |
| RTS 2        | 7.4          | 8.2          | 6.3          | 6.7          | 6.8          | 7.6          | 5.7          | 4.6          | 4.2          | 3.6          |
| Pink         | 21.9         | 20.0         | 22.5         | 23.3         | 23.5         | 21.7         | 23.7         | 25.6         | 20.4         | 19.7         |
| Prva         | N/A          | N/A          | N/A          | N/A          | 4.7          | 6.4          | 7.8          | 10.6         | 15.1         | 16.1         |
| B92          | 3.4          | 5.3          | 6.8          | 9.1          | 9.3          | 8.7          | 8.0          | 6.3          | 7.6          | 8.2          |